# Horror Stories
Horror Stories è l'album di debutto del gruppo punk rock Dwarves, pubblicato nel 1986 con l'etichetta Voxx.

## Tracce
1. In And Out – 2:11
2. Oozle – 1:47
3. Don't Love Me – 1:10
4. Monday Blues – 1:17
5. Mined Expanders – 1:16
6. I'm A Living Sickness – 2:59
7. College Town – 2:15
8. Be A Caveman – 1:13
9. Get Outta My Life – 1:39
10. Sometimes Gay Boys Don't Wear Pink – 1:08
11. Lick It – 1:23
12. Love Gestapo – 3:00